# Tom Dumoulin
Pour les articles homonymes, voir Dumoulin.
Tom Dumoulin, né le 11 novembre 1990 à Maastricht, est un coureur cycliste néerlandais, professionnel de 2012 à 2022. En 2017, il devient le premier Néerlandais à remporter le Tour d'Italie. Spécialiste du contre-la-montre, il est notamment champion du monde de contre-la-montre 2017, quadruple champion des Pays-Bas (2014, 2016, 2017 et 2021), vice-champion olympique (2016 et 2020) de la discipline et champion du monde du contre-la-montre par équipes 2017 avec Sunweb. Il a également remporté des étapes sur les trois grands tours et a terminé en 2018 deuxième du Tour de France et du Tour d'Italie.

## Biographie

### Jeunesse et carrière amateur

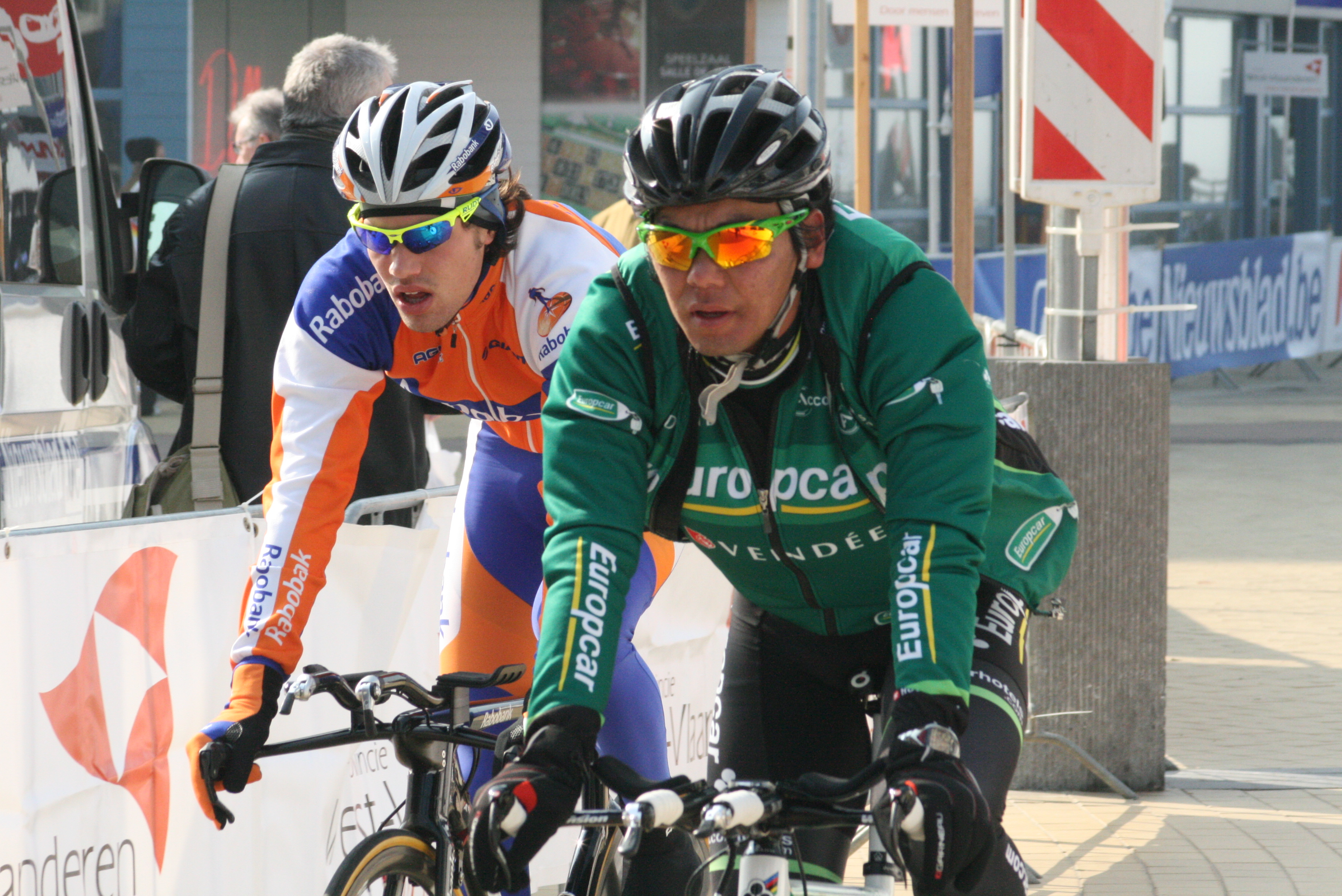
Tom Dumoulin (à gauche) en 2011.

Tom Dumoulin est né à Maastricht le 11 novembre 1990. Fils d'un biologiste, il envisage une carrière de médecin. Il commence le cyclisme à l'âge de quinze ans. Son entrée à la fac de médecine lui est refusée en raison d'un tirage au sort.
En 2010, il remporte le Grand Prix du Portugal, une des épreuves de la Coupe des Nations des moins de 23 ans, sur un vélo prêté par un ami, avant de gagner un contre-la-montre du Girobio. Il signe alors pour deux ans à partir de la saison 2011 pour l'équipe réserve de la Rabobank, la Rabobank Continental. À la fin de la saison 2010, il est sélectionné pour participer au championnat du monde dans la catégorie espoirs (moins de 23 ans) à Melbourne, en Australie. Il prend la septième place de l'épreuve contre-la-montre et la 80e de la course en ligne. Il est désigné coureur espoir néerlandais de l'année à l'issue de cette saison.
Avec Rabobank Continental en 2011, Tom Dumoulin remporte le Triptyque des Monts et Châteaux en avril. Il est également troisième de l'Olympia's Tour et du Tour de Thuringe durant ce premier semestre. Avec l'équipe nationale espoirs, il dispute le Tour de l'Avenir, où il est troisième du prologue et seizième du classement général, et le championnat du monde du contre-la-montre des moins de 23 ans, dont il prend la huitième place.

### Carrière professionnelle

#### Débuts professionnels chez Argos-Shimano
Tom Dumoulin s'engage pour sa première année chez les professionnels, en 2012, avec l'équipe Project 1t4i, renommée Argos-Shimano en cours de saison. Durant le premier semestre, il est notamment sixième du Tour d'Andalousie, cinquième du Tour de Cologne et du Tour de Luxembourg. Dixième du Tour de Burgos en août, il dispute ensuite le Tour d'Espagne, son premier grand tour, qu'il abandonne après une semaine. Il participe aux championnats du monde sur route à Fauquemont, aux Pays-Bas, en catégorie moins de 23 ans. Il se classe dixième du contre-la-montre et 85e de la course en ligne.
En 2013, il prend la deuxième place du contre-la-montre du Tour de Belgique, uniquement devancé par le champion du monde Tony Martin. Lors de ses championnats nationaux en juin, il monte deux fois sur le podium : il est troisième du contre-la-montre et deuxième de la course en ligne. Il participe pour la première fois au Tour de France, lors duquel il doit aider Marcel Kittel à se placer pour les arrivées au sprint, et envisage de se tester. Il se classe neuvième du contre-la-montre au mont Saint-Michel et sixième à Gap, et termine à la 41e place du classement général. En août, lors de l'Eneco Tour, il est leader du classement général à la veille de l'arrivée. Le coureur tchèque Zdeněk Štybar lui ravit cependant cette place en s'imposant lors de la dernière étape ; il termine deuxième. En septembre, il participe aux championnats du monde à Florence en Italie. Il est quatorzième du contre-la-montre par équipes avec ses coéquipiers d'Argos-Shimano et ne termine pas la course en ligne.

#### 2014-2016: premières victoires et premiers titres

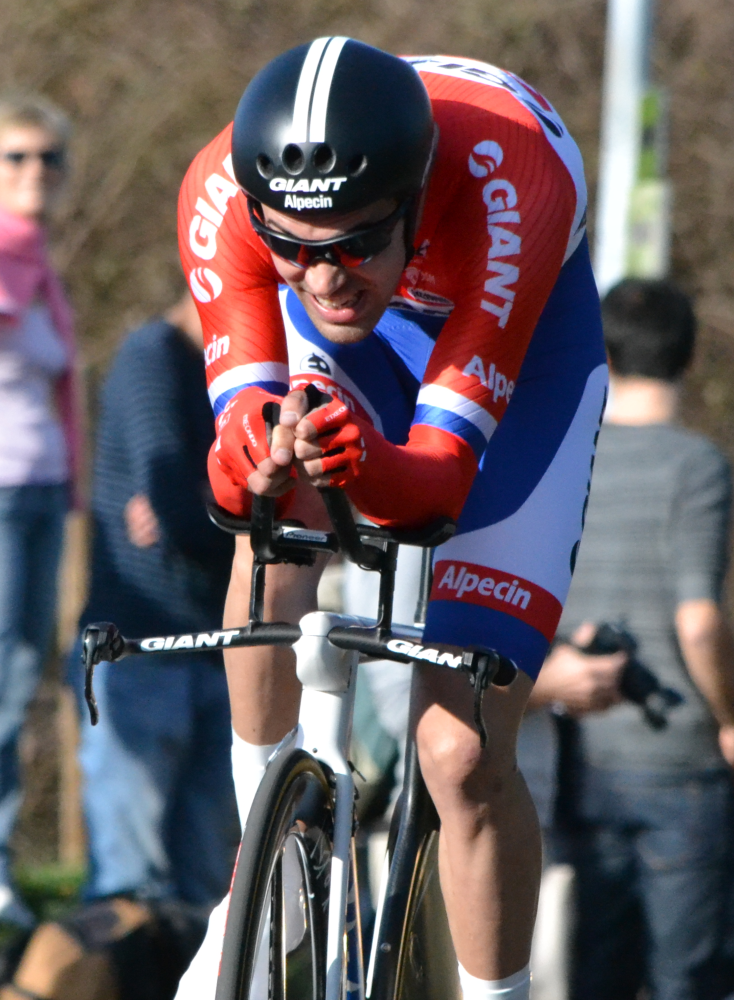
Tom Dumoulin à Paris-Nice 2015.

En mars 2014, Tom Dumoulin obtient la première victoire de sa carrière professionnelle en gagnant le contre-la-montre du Critérium international. En juin, il est deuxième du contre-la-montre et du classement général du Tour de Belgique, derrière Tony Martin. Ce dernier est également le seul à le devancer lors du Tour de Suisse. Dumoulin termine à la cinquième place du classement général de cette course. Trois jours plus tard, il devient champion des Pays-Bas du contre-la-montre. Au Tour de France, il est quatrième d'étape à Nancy et Mulhouse et prend la deuxième place du contre-la-montre, à nouveau derrière Tony Martin. Il termine 33e de ce Tour, à la quatrième place du classement de meilleur jeune. En août, il gagne le contre-la-montre de l'Eneco Tour, puis se classe deuxième et quatrième d'étapes. Troisième du classement général, il remporte le classement par points. En septembre, il gagne le prologue du Tour d'Alberta. Leader du classement général pendant cinq jours, il cède la victoire finale pour une seconde à Daryl Impey, vainqueur de la dernière étape. Durant la semaine qui suit, il est deuxième du Grand Prix de Québec et sixième du Grand Prix de Montréal. Il est sélectionné pour le contre-la-montre et la course en ligne des championnats du monde 2014. Il prend la médaille de bronze du contre-la-montre, terminant à 41 secondes du vainqueur Bradley Wiggins. En fin de saison, il est élu coureur néerlandais de l'année.
En 2015, Tom Dumoulin commence sa saison au Tour Down Under, dont il prend la quatrième place. En avril, il gagne l'étape contre-la-montre du Tour du Pays basque. En juin, il s'impose lors de la première étape du Tour de Suisse, devant Fabian Cancellara. Leader du classement général pendant quatre jours, il franchit la ligne d'arrivée de la cinquième étape à Sölden avec une minute et demie de retard sur le vainqueur Thibaut Pinot, auquel il cède le maillot jaune. Il s'impose à nouveau lors de la neuvième et dernière étape, une contre-la-montre, et termine à la troisième place du classement général, derrière Simon Špilak et Geraint Thomas. Considéré comme le favori du championnat des Pays-Bas du contre-la-montre à la fin du mois, il en prend la quatrième place. En juillet, il est au départ du Tour de France, à Utrecht. Il est quatrième de la première étape. Lors de la troisième étape du Tour de France, il figure dans une chute collective et doit abandonner, blessé à l'épaule gauche. Une fracture lui est diagnostiquée.
À la suite de cet abandon, il décide de participer au Tour d'Espagne pour se préparer au championnat du monde. Il finit deuxième de la deuxième étape, une arrivée en bosse, derrière Esteban Chaves mais devant les favoris. Il prend une première fois le maillot rouge lorsqu'il bénéficie d'une cassure, mais le perd le lendemain à la suite d'une attaque de Chavés dans une autre arrivée en côte. En remportant la neuvième étape devant Chris Froome et le reste des favoris, et reprend le maillot rouge. Il le garde jusqu'à la onzième et étape reine de cette Vuelta, où même s'il perd plus d'une minute sur Fabio Aru, il reste troisième du classement général. Il garde cette place jusqu'à la dernière arrivée au sommet, où il recule à la quatrième place, à moins deux minutes du leader avant l'épreuve chronométrée de 39 kilomètres aux alentours de Burgos. Il domine ce contre-la-montre et reprend le maillot de leader avec 3 secondes d'avance sur Fabio Aru et une minute et quinze secondes sur Joaquim Rodriguez, l'ancien leader. Il reste alors quatre jours avant l'arrivée, et une seule étape de montagne. Lors des deux étapes suivantes, il résiste aux attaques de Aru et Valverde, reprenant même 3 secondes à Aru et aux autres favoris lors de la 19e étape, au sommet de la côte pavée d'Ávila. Mais le lendemain, la tactique offensive de l'équipe Astana fonctionne. Tom Dumoulin craque et perd 4 minutes sur les meilleurs grimpeurs. Il recule de la tête du classement et termine à la sixième place de cette Vuelta.

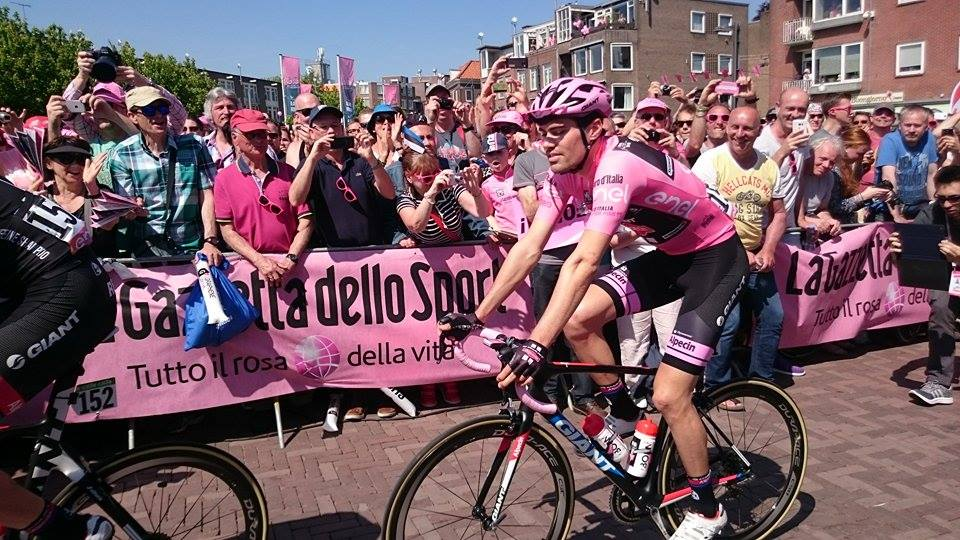
Dumoulin portant le maillot rose du leader du classement général lors du Tour d'Italie 2016.

En octobre 2015, la prolongation du contrat de Dumoulin de trois ans avec Giant-Alpecin est annoncée.
Il participe au Tour d'Italie 2016, où il vise le contre-la-montre inaugural, disputé sur son sol à Apeldoorn, aux Pays-Bas. Il remporte l'étape et prend le maillot rose. Le sprinteur Marcel Kittel récupère le maillot rose pendant une journée, avant d'abandonner et de rendre la tunique à Dumoulin  Lors de la 8e étape, celui-ci perd la tête de la course après avoir terminé 38e et perdu 1 minute et 10 secondes sur Alejandro Valverde  dans une étape montagneuse avec des portions des Strade Bianche. Il abandonne la course lors de la onzième étape. En juillet, il prend part au Tour de France 2016. Il gagne la neuvième étape, après avoir attaqué au sein d'une échappée sur les pentes inférieures d'Arcalis en Andorre et monter l'ascension en solitaire sous une pluie torrentielle. Il gagne également la treizième étape, un contre-la-montre de 37,5 kilomètres sur un terrain accidenté dans des conditions venteuses. Il s'impose avec une marge de plus d'une minute sur le deuxième Chris Froome. Il abandonne au cours de la dix-neuvième étape, à la suite d'une chute. Cette chute lui cause une fracture au poignet gauche. Malgré un poignet cassé, il remporte l'argent sur le contre-la-montre des Jeux olympiques de 2016, derrière Fabian Cancellara.

#### 2017: vainqueur duGiroet champion du monde du contre-la-montre

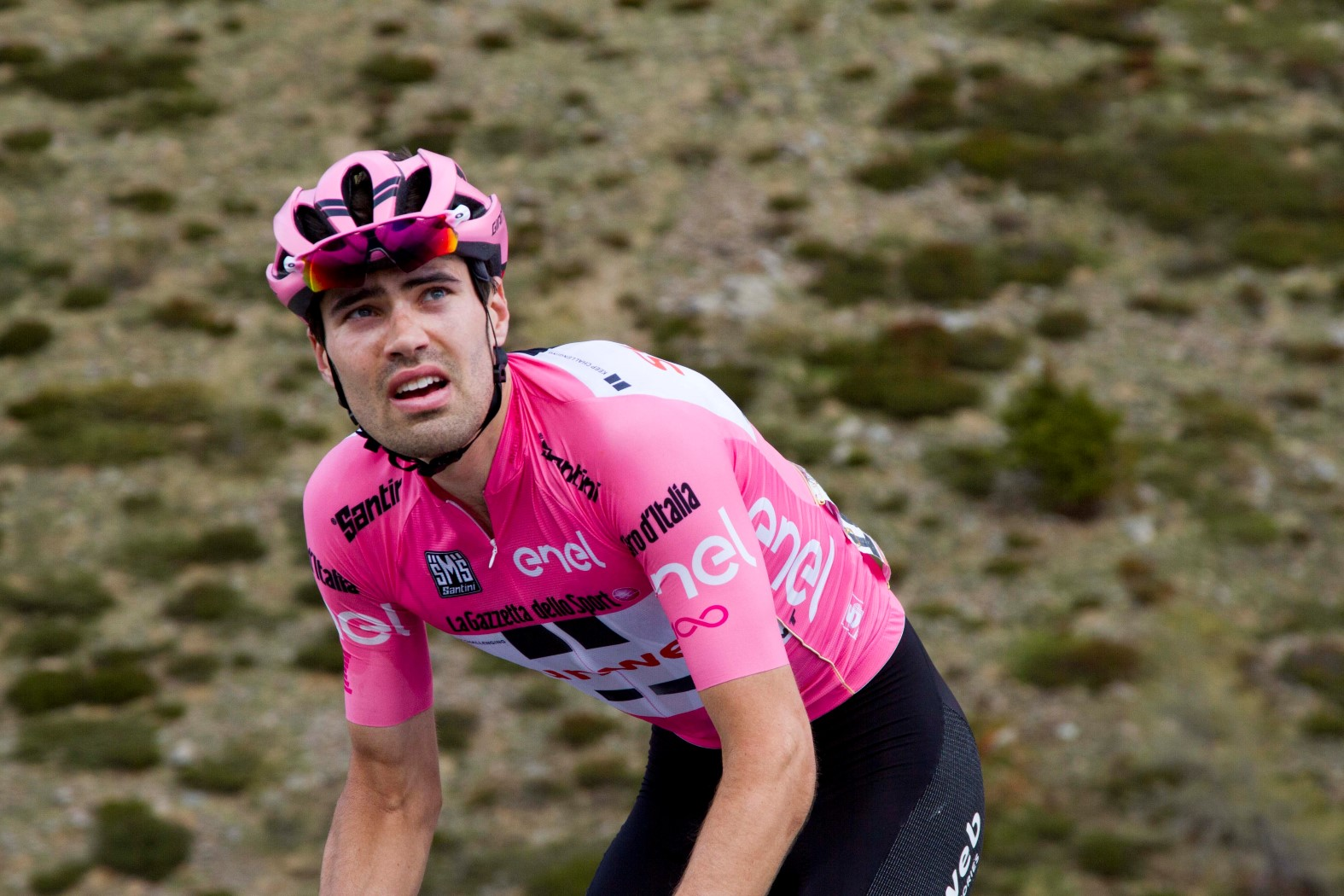
Dumoulin avec le maillot rose lors du Tour d'Italie 2017.

L'équipe de Dumoulin annonce lors de l'hiver 2016 qu'il vise le Tour d'Italie 2017, tenu en mai. Lors de la 9e étape, il se classe troisième au sommet du Blockhaus, terminant aux côtés de Thibaut Pinot, 24 secondes après le vainqueur de l'étape et nouveau leader de la course Nairo Quintana. Dumoulin remporte ensuite la dixième étape, un contre-la-montre individuel de 39,8 km entre Foligno et Montefalco. Il prend la tête du général avec 2 minutes et 23 secondes d'avance sur Quintana. Le Néerlandais s'impose ensuite lors de la 14e étape, qui comporte une arrivée au sommet du Sanctuaire d'Oropa et augmente son avance sur Quintana de 14 secondes supplémentaires. Lors de la 16e étape, Dumoulin doit faire face à des problèmes gastriques et doit s'arrêter en urgence au pied du Col de l'Umbrail. Les autres prétendants ne l'attendent pas et il termine à plus de deux minutes du vainqueur de l'étape Vincenzo Nibali. Il conserve son avance en tête avec seulement 31 secondes d'avance sur Quintana. Dumoulin maintient son avance jusqu'à l'arrivée de la 19e étape à Piancavallo, où il franchit la ligne à plus d'une minute derrière Quintana, le nouveau leader de la course. Quintana reprend encore quinze secondes sur Dumoulin le jour suivant. Cependant, le 28 mai, grâce à sa performance lors du contre-la-montre de la dernière étape, il devient le premier coureur néerlandais à remporter le Tour d'Italie - signe du succès international ravivé de la compétition italienne - et le premier coureur à parvenir à gagner un Grand Tour alors qu'il est quatrième du classement provisoire avant le départ de la dernière étape. C'est également le premier Néerlandais à remporter un Grand Tour depuis Joop Zoetemelk, vainqueur du Tour de France 1980,.
À la suite de sa victoire, il est nommé chevalier de l'Ordre d'Orange-Nassau par le roi Willem-Alexander des Pays-Bas,. Il recoit également la médaille d'or honoraire de la ville de Maastricht.
Durant l'été, il reprend la compétition avec succès. Il est champion des Pays-Bas du contre-la-montre, termine quatrième de la Classique de Saint-Sébastien, puis remporte le BinckBank Tour, une course par étapes du World Tour disputée en partie aux Pays-Bas. En septembre, pour terminer sa saison réussie, aux championnats du monde à Bergen, en Norvège, il s'impose avec ses coéquipiers lors du contre-la-montre par équipes, puis domine ses adversaires en contre-la-montre individuel pour décrocher son premier titre de champion du monde.

#### 2018: deuxième du Giro et du Tour

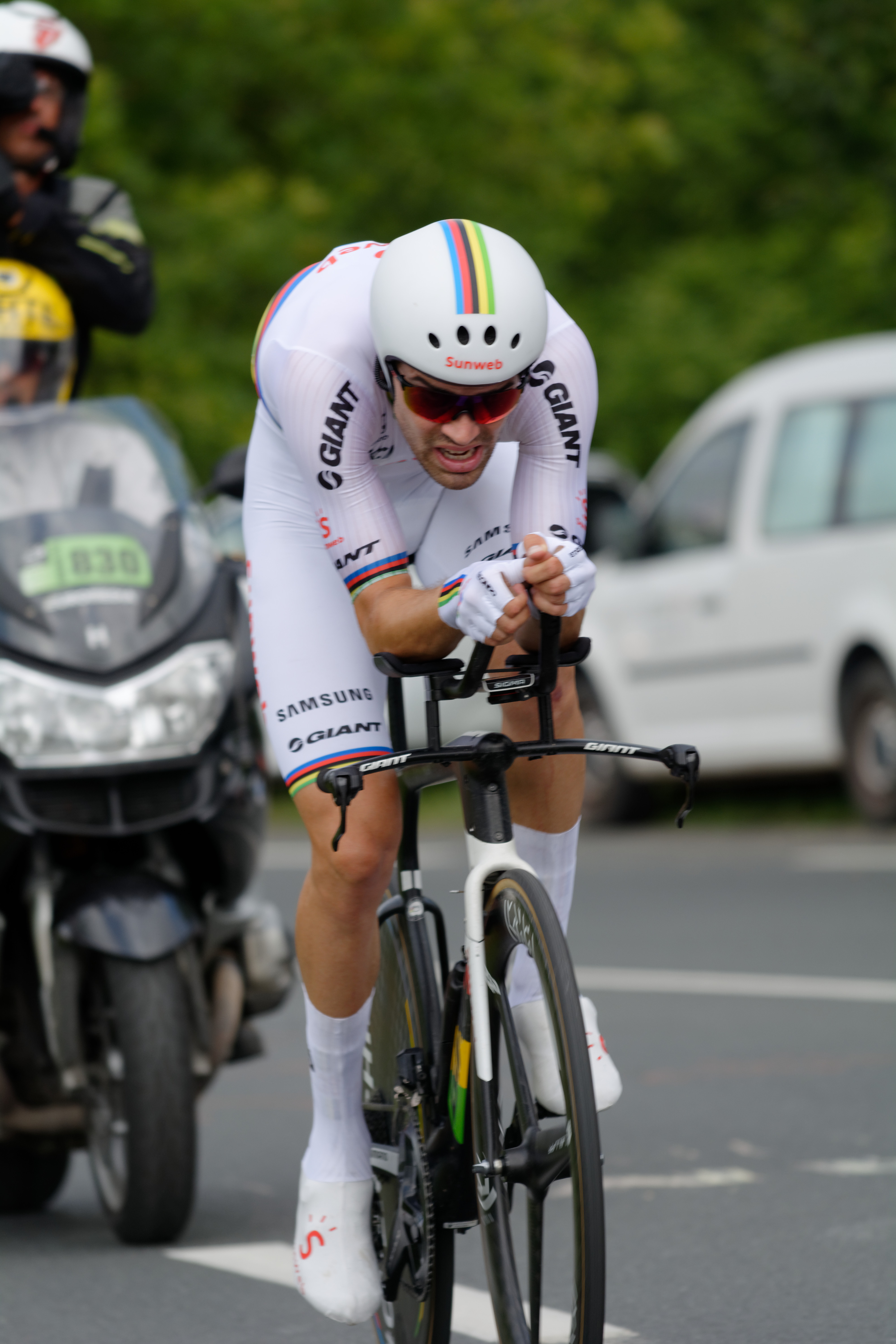
Tom Dumoulin lors du dernier contre-la-montre du Tour de France 2018.

Tom Dumoulin fait de la défense de son titre au Tour d'Italie son principal objectif en 2018. Il commence sa saison au Tour d'Abou Dhabi, où il est écarté de la lutte pour la victoire par des problèmes mécaniques, notamment lors du contre-la-montre dont il ne prend que la douzième place,. En mars, il prend part à Tirreno-Adriatico, qu'il quitte sur chute à la quatrième étape. Après Milan-San Remo, il ne court plus en compétition durant plus d'un mois. Après un stage en altitude en Sierra Nevada, il fait sa reprise lors de Liège-Bastogne-Liège, dont il prend la quinzième place. 
Le 4 mai, il remporte le contre-la-montre inaugural du Tour d'Italie et s'empare du premier maillot rose. Il s'avère être en bonne forme et montre une grande régularité en montagne, même si dès la première arrivée en altitude, celle sur l'Etna, il perd du temps sur Simon Yates. Le Britannique survole les deux premières semaines et domine ses rivaux directs dans toutes les étapes de montagne (trois victoires et treize jours en rose). La troisième semaine s'ouvre avec un contre-la-montre de près de 35 kilomètres qui permet à Dumoulin de revenir à 56 secondes de Yates. Dans la dix-huitième étape, lors de la montée de Pratonevoso, Yates montre des premiers signes de faiblesse et perd 28 secondes sur Dumoulin, réduisant ainsi de moitié son avantage sur le Néerlandais. Le jour suivant dans l'étape reine de Venaria Reale à Bardonnèche, Dumoulin est une bonne partie d'étape maillot rose virtuel, grâce à la défaillance de Yates lors de la première ascension de la journée, le Colle delle Finestre. Il ne peut cependant rien faire lorsque Christopher Froome attaque à 85 km de la ligne d'arrivée et se lance dans une échappée en solitaire. Froome qui est sous le coup d'une suspension après un contrôle anormal sur le Tour d'Espagne 2017, s'impose avec plus de trois minutes d'avance sur tous ses rivaux, récupérant le maillot rose de leader. Dans la dernière étape de montagne, Dumoulin tente de distance Froome lors de la montée vers Cervinia, mais sans succès. Il termine la course à la deuxième place à seulement 46 secondes de Froome et devant Miguel Angel Lopez, troisième à plus de 4 minutes de Froome.           
Il participe ensuite au Tour de France. Lors de la sixième etape, il crève et perd plus d'une minute. Dans les Alpes, il est deuxième des deux étapes remportées par Geraint Thomas et figure à la troisième place du classement général à la sortie de ce massif. Avant la 20e étape, il est deuxième plus de 2 minutes de Geraint Thomas. Il remporte ce contre-la-montre de 31 km mais ne devance Thomas que de 14 secondes. Il termine le tour à la deuxième place du classement général, devant Christopher Froome et derrière Geraint Thomas, tous deux membres de la Sky. En fin d'année, il réalise des mondiaux très réussis. Lors du contre-la-montre par équipes, son équipe Sunweb arrive en deuxième position grâce à son allure en plaine et en descente, tandis qu'il est vice-champion du monde du contre-la-montre, battu seulement par un Rohan Dennis intouchable. Enfin, dans la très difficile course en ligne, il arrive pour disputer le titre au sprint, revenant au contact des trois hommes de tête à un kilomètre et demi de la fin, mais termine finalement quatrième.
À l'issue de cette saison, il reçoit pour la cinquième fois consécutive le Gerrit Schulte Trofee, récompensant le cycliste néerlandais de l'année.

#### 2019: abandon au Tour d'Italie et absence au Tour de France
Il annonce son intention de participer au Tour d'Italie, considéré comme le « principal objectif » de sa saison. Dans la première partie de saison, il est notamment sixième du Tour des Émirats arabes unis, quatrième de Tirreno-Adriatico et onzième de Milan-San Remo. Lors du contre-la-montre de la première étape du Tour d'Italie, il perd du temps face à ces adversaires et concède notamment 28 secondes sur Primož Roglič. Lors de la quatrième étape, il est pris dans une chute collective et doit abandonner le jour suivant. Mal remis de sa chute, il renonce à prendre part au Tour de France. Il fait son retour en juin, lors du Critérium du Dauphiné, mais abandonne aussi lors de cette épreuve, quelques jours après avoir pris la troisième place sur le contre-la-montre à Roanne. Début août, insuffisamment remis, il déclare forfait pour le Tour d'Espagne et arrête sa saison.
Le 19 août, alors que son contrat avec Sunweb court jusqu'en 2021, il annonce quitter l'équipe allemande pour rejoindre Jumbo-Visma la saison suivante. Il rejoint d'autres leaders ayant fait leurs preuves sur des grands tours, comme Primož Roglič et Steven Kruijswijk.

#### 2020: co-leader chez Jumbo-Visma
Pour sa première année chez l'équipe néerlandaise Jumbo-Visma, il annonce que son objectif est le Tour de France, où il est prévu qu'il soit co-leader avec son compatriote Kruijswijk et le numéro un mondial Roglic. Absent des courses depuis juin 2019, Dumoulin repousse plusieurs fois sa reprise à la compétition, en raison de maladies. La reprise de la saison est repoussée en août en raison de la pandémie de Covid-19. Il reprend lors du Tour de l'Ain, puis se classe septième du Critérium du Dauphiné. Au cours de ces courses de reprises et après les premières étapes du Tour de France, il se met au service de son coéquipier Primož Roglič qui apparaît avoir de meilleures chances de gagner le Tour. Longtemps en jaune, Roglič est finalement battu la veille de l'arrivée, tandis que Dumoulin termine septième du général, principalement grâce à sa deuxième place dans le contre-la-montre final de la Planche des Belle Filles. Il participe ensuite au Tour d'Espagne aux côtés de Roglic, mais hors de forme et fatigué, il est non-partant lors de la huitième étape.

#### 2021: pause dans sa carrière et nouvelle médaille olympique
Le 23 janvier 2021, au lendemain de la présentation de l'équipe Jumbo-Visma pour la saison 2021, Tom Dumoulin annonce, contre toute attente, quitter le stage de la formation néerlandaise afin de faire une pause dans sa carrière, à 30 ans. Il se justifie : « Avec la pression, avec les attentes des différentes parties. Je veux juste faire bien pour beaucoup de gens. Je veux que l’équipe soit heureuse avec moi. Je veux que les sponsors soient heureux. Je veux que ma femme et ma famille soient heureux. Et donc je veux bien faire pour tout le monde, mais à cause de cela, je me suis un peu oublié au cours de la dernière année. (...) Aujourd'hui, j'ai le sentiment de ne plus savoir quoi faire, et de laisser les autres répondre pour moi. Cela ne me mène pas aux résultats espérés. Cela me rend malheureux. C'est dommage, cela ne devrait pas se passer comme ça. C'est pour cela que je vais faire une pause pour un moment. »,.
En avril, une visite en spectateur sur l'Amstel Gold Race l'encourage à reprendre la course, avec les Jeux olympiques de Tokyo comme objectif. Il reprend la compétition en juin lors du Tour de Suisse, puis devient champion des Pays-Bas du contre-la-montre. Il est sélectionné pour la course en ligne et le contre-la-montre des Jeux olympiques de Tokyo,. Il décroche la médaille d'argent sur le contre-la-montre derrière Primož Roglič.
Il cible en fin de saison le contre-la-montre et la course en ligne des championnats du monde ainsi que le Tour de Lombardie. Neuvième du Benelux Tour, une chute à la suite de cette course au cours d'un entraînement causée par une collision avec un automobiliste l'amène à renoncer à participer à ces épreuves. Il subit une fracture au poignet droit nécessitant une intervention chirurgicale, ce qui entraîne la fin de sa saison.

#### 2022: dernière saison
Tom Dumoulin cible pour cette saison le Tour d'Italie. Son début de saison est perturbé par une infection au SARS-CoV-2 qui le contraint à renoncer à participer aux Strade Bianche. Sur ce Giro, Dumoulin obtient tout d'abord la troisième place du premier contre-la-montre. Il perd cependant toute chance au classement général lors de la première étape de montagne en terminant cette étape avec plus de 6 minutes de retard sur les autres prétendants à la victoire finale. Il abandonne finalement la course lors de la 14e étape en raison d'une blessure au dos lancinante.
Le 3 juin 2022, il annonce qu'il prendra sa retraite sportive en fin de saison. Il se fixe alors comme objectif le championnat du monde du contre-la-montre. Le 15 août 2022, constatant que son corps ne supporte plus ses séances d'entraînements, il annonce à 31 ans mettre fin à sa carrière sportive avec effet immédiat,, terminant sa carrière sur un abandon lors de la Classique de Saint-Sébastien.

## Morphologie, style et caractères
Sportif de grande taille (1,86 m) mais plutôt longiligne (69 à 71 kg),, Tom Dumoulin est d'abord spécialisé dans le contre-la-montre, où il obtient ses premières victoires en 2014. Il est ainsi notamment champion des Pays-Bas de cette spécialité en 2014 et 2017 et vainqueur d'étapes contre-la-montre sur les trois grands tours en 2015 et 2016. Découvrant ses capacités en montagne au Tour de Suisse 2015 puis se révélant au Tour d'Espagne, il continue de privilégier le contre-la-montre jusqu'aux Jeux olympiques de 2016 où il est médaillé d'argent. Il poursuit sa progression en montagne et dans les courses par étapes, qu'il explique par une perte de poids de 3 kg, et davantage d'entraînement en altitude, et remporte ainsi le Tour d'Italie 2017. Cette victoire l'amène à être comparé à Miguel Indurain ou Jan Ullrich pour ses aptitudes à prendre du temps à ses adversaires en contre-la-montre puis de limiter la perte de temps en montagne.
Il reconnait dans des entretiens avoir eu des difficultés avec la célébrité dans son pays natal. Après avoir fêté à son retour à Maastricht son succès sur le Tour d'Italie 2017, il raconte son malaise face à l'adulation des foules  venues « applaudir pour un garçon qui peut rouler vite », alors que personne n'acclame un médecin quand il sauve une vie. Il explique que « Pour certaines personnes, je suis une sorte de héros et c'est bizarre » et « Je ne voulais pas l'être, alors j'ai eu un peu de mal avec ça ». Il exprime également des doutes sur le sens de son métier, notamment après sa chute sur le Tour d'Italie 2019 qui avaient réduit à néant sept mois de préparation et marqué le début de la fin de sa carrière de leader.
À l'image de son rival sur le Tour d'Espagne 2015, Fabio Aru, il arrête sa carrière assez tôt, après avoir pris un congé sabbatique l'année précédente. Il explique : « Depuis un certain temps, il y a un déséquilibre entre mon dévouement à 100 %, tout ce que je fais et je sacrifie pour le sport, et ce que j'en retire par la suite en retour. », faisant notamment allusion à sa perte de poids.

## Palmarès et résultats

### Par années
| - 2010 - Grand Prix du Portugal : - Classement général - 3e étape - 7e étape du Girobio (contre-la-montre) - 7e du championnat du monde du contre-la-montre espoirs - 2011 - Classement général du Triptyque des Monts et Châteaux - 3e de l'Olympia's Tour - 3e du Tour de Thuringe - 8e du championnat du monde du contre-la-montre espoirs - 2012 - 10e du championnat du monde du contre-la-montre espoirs - 2013 - 2e du championnat des Pays-Bas sur route - 2e de l'Eneco Tour - 3e du championnat des Pays-Bas du contre-la-montre - 2014 - Champion des Pays-Bas du contre-la-montre - 2e étape du Critérium international (contre-la-montre) - 3e étape de l'Eneco Tour (contre-la-montre) - Prologue du Tour d'Alberta - 2e du Tour de Belgique - 2e du Tour d'Alberta - 2e du Grand Prix cycliste de Québec - 3e du championnat du monde du contre-la-montre - 3e de l'Eneco Tour - 5e du Tour de Suisse - 6e du Grand Prix cycliste de Montréal - 2015 - 6e étape du Tour du Pays basque (contre-la-montre) - 1re et 9e étapes du Tour de Suisse (contre-la-montre) - Tour d'Espagne : - Prix de la combativité - 9e et 17e (contre-la-montre) étapes - 3e du Tour de Suisse - 4e du Tour Down Under - 5e du championnat du monde du contre-la-montre - 6e du Tour d'Espagne - 2016 - Champion des Pays-Bas du contre-la-montre - 1re étape du Tour d'Italie (contre-la-montre) - 9e et 13e (contre-la-montre) étapes du Tour de France - 2e du contre-la-montre des Jeux olympiques - 3e du Tour de Grande-Bretagne - 5e du Tour de Romandie - 9e de l'Eneco Tour | - 2017 - Champion du monde du contre-la-montre - Champion du monde du contre-la-montre par équipes - Champion des Pays-Bas du contre-la-montre - Tour d'Italie : - Classement général - 10e (contre-la-montre) et 14e étapes - Classement général du BinckBank Tour - 3e du Tour d'Abou Dabi - 4e de la Classique de Saint-Sébastien - 5e des Strade Bianche - 6e de Tirreno-Adriatico - 2018 - 1re étape du Tour d'Italie (contre-la-montre) - 20e étape du Tour de France (contre-la-montre) - 2e du Tour d'Italie - 2e du Tour de France - 2e du championnat du monde du contre-la-montre - 2e du championnat du monde du contre-la-montre par équipes - 4e du championnat du monde sur route - 2019 - 4e de Tirreno-Adriatico - 6e de l'UAE Tour - 2020 - 7e du Critérium du Dauphiné - 7e du Tour de France - 10e du championnat du monde du contre-la-montre - 2021 - Champion des Pays-Bas du contre-la-montre - 2e du contre-la-montre des Jeux olympiques - 9e du Benelux Tour - 2022 - 2e du championnat des Pays-Bas du contre-la-montre |

### Résultats sur les grands tours

#### Tour de France
6 participations
- 2013 : 41e
- 2014 : 33e
- 2015 : abandon (3e étape)
- 2016 : abandon (19e étape), vainqueur des 9e et 13e (contre-la-montre) étapes
- 2018 : 2e, vainqueur de la 20e étape (contre-la-montre)
- 2020 : 7e

#### Tour d'Italie
5 participations
- 2016 : abandon (11e étape), vainqueur de la 1re étape (contre-la-montre),  maillot rose pendant 6 jours
- 2017 :  Vainqueur du classement général, vainqueur des 10e (contre-la-montre) et 14e étapes,  maillot rose pendant 10 jours
- 2018 : 2e, vainqueur de la 1re étape (contre-la-montre),   maillot rose pendant 1 jour
- 2019 : abandon (5e étape)
- 2022 : abandon (14e étape)

#### Tour d'Espagne
3 participations
- 2012 : abandon (8e étape)
- 2015 : 6e, vainqueur du  Prix de la combativité et des 9e et 17e (contre-la-montre) étapes,  maillot rouge pendant 6 jours
- 2020 : non-partant (8e étape)

### Classements mondiaux
| Année                                 | 2010 | 2011 | 2012 | 2013 | 2014 | 2015 | 2016 | 2017 | 2018 | 2019 | 2020 | 2021 | 2022 |
| ------------------------------------- | ---- | ---- | ---- | ---- | ---- | ---- | ---- | ---- | ---- | ---- | ---- | ---- | ---- |
| UCI World Tour                        |      |      |      | 60e  | 21e  | 15e  | 27e  | 3e   | 10e  |      |      |      |      |
| Classement mondial                    |      |      |      |      |      |      | 24e  | 5e   | 8e   | 148e | 54e  | 149e | 567e |
| UCI Europe Tour                       | 244e | 129e | 133e |      |      |      | 221e | 683e | 626e | 122e | 44e  | 127e | 442e |
| UCI Asia Tour                         | nc   | nc   | nc   |      |      |      | 53e  | nc   | 446e |      |      |      |      |
| UCI America Tour                      | nc   | nc   | 320e |      |      |      | 13e  | nc   | nc   |      |      |      |      |
| UCI Oceania Tour                      | 70e  | nc   | nc   |      |      |      | nc   | nc   | nc   |      |      |      |      |
|                                       |      |      |      |      |      |      |      |      |      |      |      |      |      |
| Légende : nc = non classéSource : UCI |      |      |      |      |      |      |      |      |      |      |      |      |      |

## Distinctions
- Cycliste espoirs néerlandais de l'année : 2010
- Cycliste néerlandais de l'année : 2014, 2015, 2016, 2017 et 2018
- Trophée Flandrien international : 2018